# Croft Castle
Croft Castle est une maison de campagne située dans le village de Croft, dans le Herefordshire, en Angleterre. Propriété de la famille Croft depuis 1085, le château et le domaine leur ont échappé au XVIIIe siècle, avant d'être rachetés par la famille en 1923. En 1957, il est légué au National Trust. Le château est un bâtiment classé Grade I et le domaine est classé séparément en Grade II*. L'église Saint-Michel adjacente est classée Grade I.

## Histoire
Un bâtiment se trouve sur le site depuis environ 1085 lorsque le domaine est créé par la famille Croft et c'est depuis cette époque la demeure de la famille Croft et des baronnets Croft. La famille Croft est étroitement liée à ses voisins les Mortimers de Wigmore et Ludlow. La bataille de Mortimer's Cross a lieu sur les terres de Croft à proximité en 1461 . C'est la maison de Sir John de Croft qui épouse Janet, l'une des filles d'Owain Glyndŵr. Au XVe siècle, la famille Croft adopte la crête galloise Wyverne, un dragon noir blessé, considéré comme une allusion à leur héritage Glyndwr. Le premier membre de la famille Croft à avoir possédé le domaine est Bernard de Croft, mentionné dans le Domesday Book .
La famille Croft souffre financièrement de la bulle de la mer du Sud  et en 1746, vend le domaine à Richard Knight (1693–1765) . Knight est le fils aîné et héritier de Richard Knight (1659-1745), du Château de Downton, dans la paroisse de Downton on the Rock dans le Herefordshire, un riche maître de forges qui exploite les forges de Bringewood et fonde une grande fortune et une dynastie familiale . Il se marie avec Elizabeth Powell de Stanage Park dans Radnorshire par qui il a une fille unique Elizabeth Knight, qui se marie avec Thomas Johnes (mort 1780) de Llanfair Clydogau, député pour Radnorshire (1777–80) . Dans les années 1760, Johnes remodèle le château dans le style rococo-gothique selon les plans de l'architecte de Shrewsbury Thomas Farnolls Pritchard (décédé en 1777), concepteur du premier pont en fer au monde enjambant la Severn près de Coalbrookdale. Les fenêtres à guillotine géorgiennes remplacent les fenêtres à meneaux. Pritchard conçoit les plafonds en plâtre, l'escalier gothique et emploie des maîtres artisans pour entreprendre ses conceptions pour les cheminées.
Croft Castle est mis en vente en 1799 par Thomas Johnes . Il est acheté par Somerset Davies (vers 1754–1817), député de Ludlow, dont les descendants, les Kevill-Davies, revendent Croft à Katherine, Lady Croft, en 1923 . Le château a subi de nouvelles modifications en 1913, selon les plans de l'architecte Walter Sarel (1863–1941) qui supprime la partie centrale de la façade d'entrée gothique du XVIIIe siècle en la remplaçant par un porche crénelé et une baie vitrée à meneaux au-dessus; le hall d'entrée est bordé de lambris de chêne. La plupart des créneaux de Pritchard, le long des parapets sont également supprimés. Walter Sarel repense la salle à manger. En 1937, l'aile de service du XVIIe siècle au nord-ouest est démolie pour rendre la maison plus compacte.
En 1957, Croft est menacé de démolition à la suite de la destruction de dix-huit autres grandes maisons du comté ; la destruction des maisons de campagne dans la Grande-Bretagne du XXe siècle s'accélère dans tout le pays et se poursuit dans les années 1960. Diana Uhlman (née Croft)  est déterminée à ce que Croft ne subisse pas le même sort. Une dotation est constituée par certains membres de la famille avant que le National Trust n'accepte de prendre en charge la maison et le domaine restant . Le château ouvre ses portes au public en 1960 après que Michael, Lord Croft, ait acquis des peintures et des meubles pour les exposer dans les salles d'exposition et que sa sœur Diana ait créé et financé le Croft Trust. La maison est toujours occupée par des membres de la famille .

## Architecture et descriptif
Le bâtiment actuel date des années 1660, à l'époque où Herbert Croft est évêque de Hereford, remplaçant une maison antérieure à une trentaine de mètres à l'ouest, qui a été fouillée par l'archéologue du comté de Herefordshire, Keith Ray et des bénévoles en 2002. Le manoir est une structure quadrangulaire en pierre autour d'une cour centrale avec des tours d'angle rondes et une baie carrée sur l'élévation nord. Quelques fenêtres à meneaux de pierre subsistent sur toutes les élévations. Le château est l'un des premiers exemples de renaissance médiévale et a des affinités avec le château de Ruperra, Caerphilly et le château de Lulworth, Wareham, Dorset.

## Jardin et parc
La propriété dispose d'un jardin clos de trois acres. Il a également une étable géorgienne. Le domaine a une allée de châtaigniers espagnols qui ont été plantés il y a plus de quatre cents ans . Des hêtres et des chênes bordent l'allée principale. La vallée de Fishpool est aménagée au XVIIIe siècle  avec des étangs descendants, une grotte, une station de pompage gothique, une glacière et un four à chaux, et a subi une restauration majeure pour la ramener à ses origines pittoresques .

## Église Saint-Michel
L'église Saint-Michel date du XIVe siècle environ . Les bancs de buis sont du XVIIe siècle et il y a des carreaux de sol médiévaux fabriqués à Malvern  et la belle tombe de Sir Richard et Eleanor Croft ressemble à celle d'Henri VII dans l'abbaye de Westminster . Le plafond au-dessus de l'autel est du XVIIe siècle et est peint de nuages et d'étoiles dorées .

## Galerie

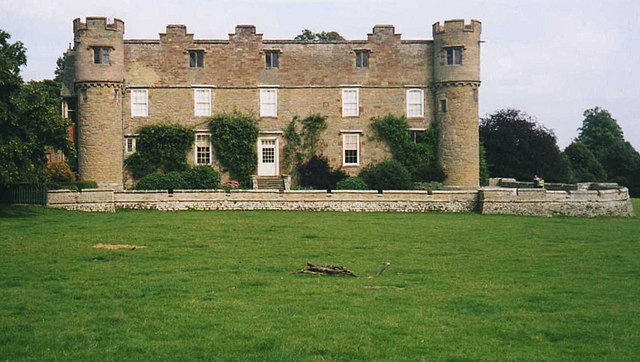
The castle
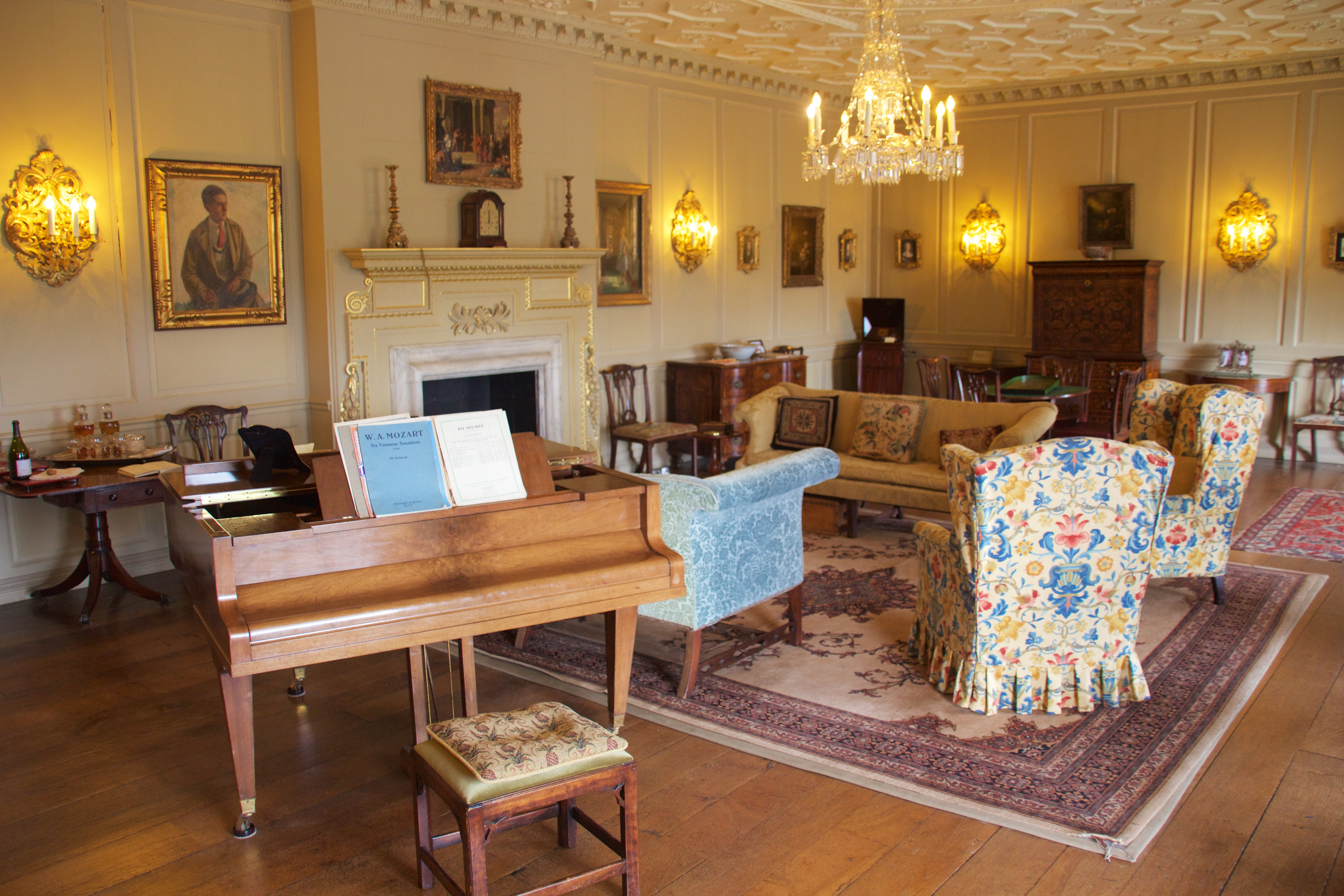
Interieur
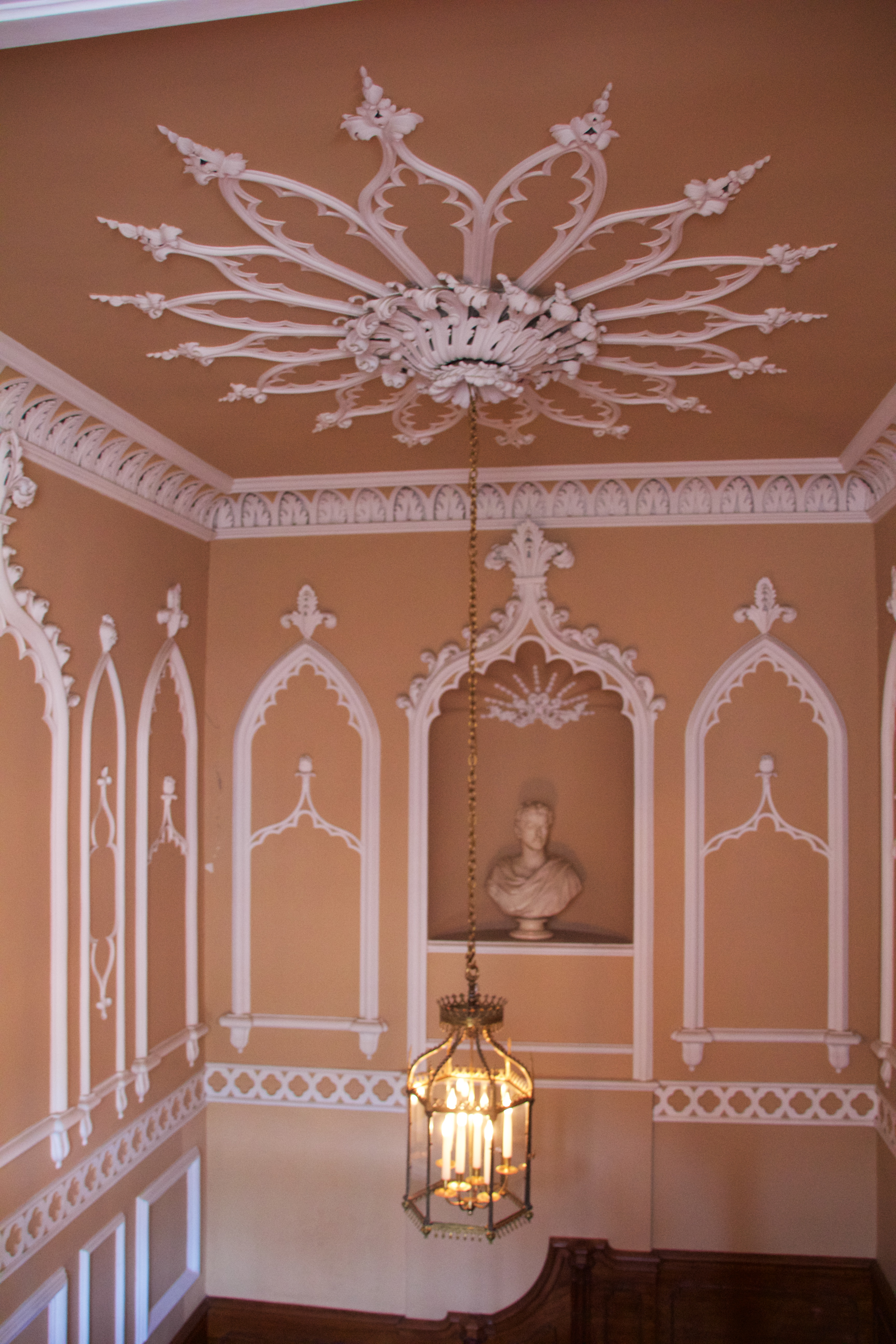
Plasterwork
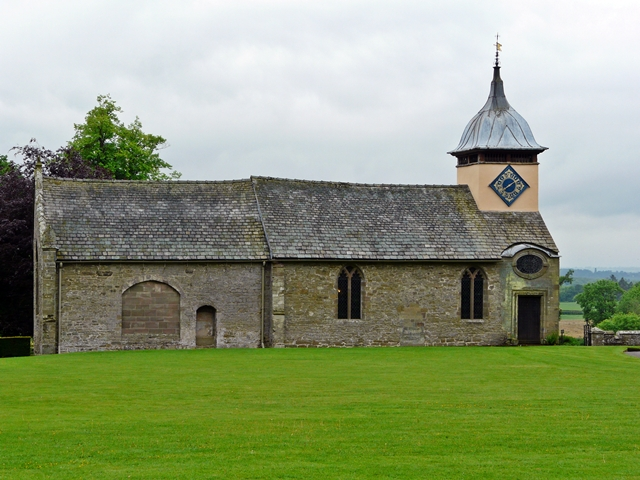
St Michael's Church
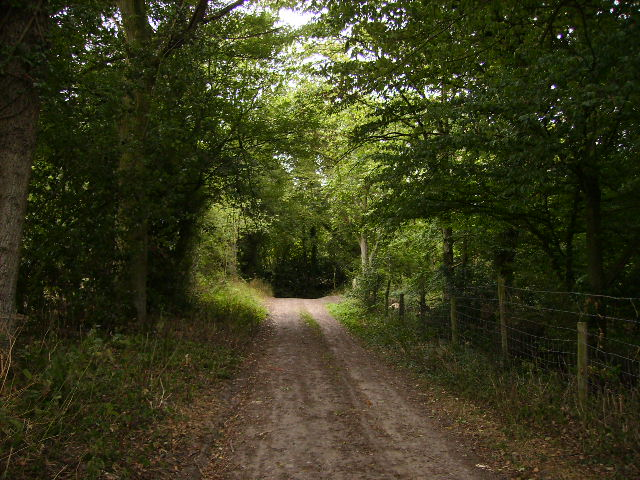
The Mortimer Trail